# Clevatess
 (juillet 2025).
Si vous disposez d'ouvrages ou d'articles de référence ou si vous connaissez des sites web de qualité traitant du thème abordé ici, merci de compléter l'article en donnant les références utiles à sa vérifiabilité et en les liant à la section « Notes et références ».
 (juillet 2025).
La mise en forme du texte ne suit pas les recommandations de Wikipédia : il faut le « wikifier ».
Les points d'amélioration suivants sont les cas les plus fréquents. Le détail des points à revoir est peut-être précisé sur la page de discussion.
- Les titres sont pré-formatés par le logiciel. Ils ne sont ni en capitales, ni en gras.
- Le texte ne doit pas être écrit en capitales (les noms de famille non plus), ni en gras, ni en italique, ni en « petit »…
- Le gras n'est utilisé que pour surligner le titre de l'article dans l'introduction, une seule fois.
- L'italique est rarement utilisé : mots en langue étrangère, titres d'œuvres, noms de bateaux, etc.
- Les citations ne sont pas en italique mais en corps de texte normal. Elles sont entourées par des guillemets français : « et ».
- Les listes à puces sont à éviter, des paragraphes rédigés étant largement préférés. Les tableaux sont à réserver à la présentation de données structurées (résultats, etc.).
- Les appels de note de bas de page (petits chiffres en exposant, introduits par l'outil «  Source ») sont à placer entre la fin de phrase et le point final[comme ça].
- Les liens internes (vers d'autres articles de Wikipédia) sont à choisir avec parcimonie. Créez des liens vers des articles approfondissant le sujet. Les termes génériques sans rapport avec le sujet sont à éviter, ainsi que les répétitions de liens vers un même terme.
- Les liens externes sont à placer uniquement dans une section « Liens externes », à la fin de l'article. Ces liens sont à choisir avec parcimonie suivant les règles définies. Si un lien sert de source à l'article, son insertion dans le texte est à faire par les notes de bas de page.
- La présentation des références doit suivre les conventions bibliographiques. Il est recommandé d'utiliser les modèles {{Ouvrage}}, {{Chapitre}}, {{Article}}, {{Lien web}} et/ou {{Bibliographie}}. Le mode d'édition visuel peut mettre en forme automatiquement les références.
- Insérer une infobox (cadre d'informations à droite) n'est pas obligatoire pour parachever la mise en page.

Pour une aide détaillée, merci de consulter Aide:Wikification.
Si vous pensez que ces points ont été résolus, vous pouvez retirer ce bandeau et améliorer la mise en forme d'un autre article.
Clevatess (クレバテス−魔獣の王と赤子と屍の勇者−, Kurebatesu - majū no ō to akago to shikabane no yūsha -, litt. « Clevatess - Le roi des bêtes démoniaques, le bébé, et le héros-cadavre ») est un manga japonais écrit et illustré par Yūji Iwahara. Il a été publié sur le service Line Digital Frontier de Line Manga en août 2020 puis sur le site Comic Alive+ de Media Factory à partir de 2024. De plus, Clevatess a été interprété en série d'animation en juillet 2025, produite par le studio Lay-duce. Il est aussi apparu sur Webtoon France à partir du 23 avril 2025.

## Synopsis
Après avoir tué les héros d'un royaume et l'avoir ravagé pour se venger de l'attaque menée sur ses terres, le roi démon Clevatess, adopte l'héritier issu de la famille royale ayant survécu grâce à sa mère afin d'étudier le comportement et l'évolution des humanoïdes. Ne sachant comment s'occuper de l'enfant, il ressuscite une héroïne puis partent à la découverte du monde.

## Personnages
Alicia Glenfall (アリシア, Arishia)
Alicia est l'une des 13 héros tués, ressuscitée par Clevatess pour qu'elle s'occupe de Luna. Elle les accompagnera dans leur voyage puisqu'elle à besoin de l'énergie magique de Clevatess pour "vivre". Elle est techniquement une mort-vivant au service de Clevatess et est obligée de lui obéir.
Voix japonaise : Haruka Shiraishi, voix française : Audrey d'Hulstère, Ludivine Deworst (enfant)
Clevatess (クレバテス, Kurebatesu) / Clen (クレン, Kuren) :
- Clevatess est le roi des démons des landes sombres bordant le royaume d'Haiden. Normalement prenant la forme d'un grand loup démoniaque, il prend l'apparence de Clen, un jeune garçon dont le physique est largement inspiré de la mère de Luna, pour voyager. Cette forme scelle en partie ses pouvoir lui empêchant de les utiliser à plein potentiel. Il est le protecteur de Luna et le maître de Nell (Neruru) et d'Alicia qu'il maintient en vie grâce à ses pouvoirs occultes. Il est très curieux de découvrir la nature des humanoïdes même s'il ne les voit que comme des envahisseurs.
- Doublé par :  Yuichi Nakamura (VO, Voix de Clevatess), Mutsumi Tamura (VO, Voix de Clen), Nicolas Matthys (VF, Voix de Clevatess et Fabienne Loriaux (VF, Voix de Clen)[1]

Luna (ルナ, Runa) :
- Luna est l'héritier du royaume d'Heilen. Il survit à l'attaque de Clevatess grâce à sa mère qui le protège. Il est ensuite donné à Clevatess par celle-ci en le suppliant pour qu'il ait la vie sauve. Lui seul (ou un autre membre de se famille mais en étant le dernier représentant connu, la liste des propositions s'amenuise) peut activer le four de l'empire permettant de faire fondre puis de forger le minéral démoniaque, un métal extrêmement précieux forgeant les armes les plus puissantes.
- Doublé par : Saya Aizawa (VO) et Sophie Pyronnet (VF)

Le roi d'Haiden (ハイデン王, Haiden Ō) :
- Fait une petite apparition mais est rapidement exécuté par Clevatess.
- Doublé par Jun Hashizume (VO) et Alain Eloy (VF)

Stefan (ステファン, Sutefan) :
- Un des 13 héros massacré par Clevatess.
- Doublé par Mamoru Miyano (VO) et Alexis Flamant (VF)

Mirlo (ミルロ, Miruro) :
- Un des 13 héros massacré par Clevatess.
- Doublé par Yūki Ono (VO) et Marvin Schlick (VF)

Holgas (ホルガス, Horugasu) :
- Un des 13 héros massacré par Clevatess.
- Doublé par Kenta Miyake (VO) et Pierre Bodson (VF)

Katz (カッツ, Kattsu) :
- Un des 13 héros massacré par Clevatess.
- Doublé par Yuma Uchida (VO) et Pierre Le Bec (VF)

Mudo (ムド) :
- Un des 13 héros massacré par Clevatess.
- Doublé par Yōhei Azakami (VO) et Jonathan Simon (VF)

Minark (ミナーク, Mināku) :
- Un des 13 héros massacré par Clevatess.
- Doublé par Shimba Tsuchiya (VO)

Nell (ネルル, Neruru) :
- Nourrice de Luna, elle a été récupérée dans un camps de bandit où y était née et avait grandie. Tué par un monstre, Clevatess lui redonne vie grâce à sa magie et l'accompagne dans sa découverte des humanoïdes.
- Doublé par Aoi Yūki (VO)

Broco (ブロコ, Buroko) :
- Broco est le chef des bandits. Prêt à tous pour se faire de l'argent, il vend des esclaves et recherche les armes en métal démoniaque pour les vendre à prix d'or. Il est aussi le premier réel antagoniste de la série.
- Doublé par Shigeru Chiba (VO) et Pierre Bodson (VF)

Carme :
- Est une femme servant la nourriture des bandits dans le quartier général de Broco. Elle est dépeinte comme belle surtout par rapport à Nell et a été capturée puis intégrée au camps.
- Doublé par Valérie Muzzi (VF)

Dagarn :
- Dagarn est un membre des Crows, les bandits au service de Broco.
- Doublé par Jonathan Simon (VF)

Satch :
- Satch est un membre des Crows, les bandits au service de Broco.

Fleeto :
- Fleeto est un membre des Crows, les bandits au service de Broco. Il est aveugle mais a un odorat et une ouïe surdéveloppée. Il est tuée dans une chute avec Alicia (fin du deuxième épisode de la série animé).

Betty :
- Betty est une troll apprivoisée dirigée par Broco. Il s'en sert pour tuer Nell.

Jazhak :
- Il est le leader précédant Broco des Crows

Dorel (ドレル, Doreru) :
- Dorel est un général intéressé par les arcanacites (le métal démoniaque) du royaume d'Haiden détruit. C'est aussi un ancien ami du père d'Alicia.
- Doublé par Hiroki Yasumoto (VO) et Jean-Michel Vovk (VF)

Maynard (メイナード, Meinādo) :
- Maynard est le second de Dorel. Il a la capacité de contrôler des insectes géants et se montre particulièrement cruel.
- Doublé par Chiharu Shigematsu (VO) et Alessandro Bevilacqua (VF)

Margo (マルゴ, Marugo) :
- Margo est le père d'Alicia. Il est tué au cours d'une bataille lorsqu'Alicia était petite.
- Doublé par Miou Tanaka (VO)

Khord :
- Un héros légendaire tué par Arvensis.

Arvensis :
- Arvensis est un géant monstre des mers prisonnier d'un trou d'eau où il a tué le héros Khord. Alicia le tue en récupérant l'épée du héros.

Fabio :
- Fabio est un nain aux cheveux rose.
- Doublé par Brieuc Lemaire

## Moyen de diffusion

### Média digitaux
Clevatess est d'abord un manga diffusé sur Line Manga le 12 août 2020. Il est ensuite paru sur Comic Alive+ en avril 2024. Depuis le 23 avril 2025, le public français peut le retrouver sur Webtoon France, la plateforme de Naver.

### Manga
Après le succès de la parution de Clevatess sur les canaux digitaux, le manga de Yūji Iwahara, est adapté en format papier. En France, l'édition est réservée aux éditions Ki-oon.
| Tome | Date de parution (en France) | ISBN          |
| ---- | ---------------------------- | ------------- |
| 1    | 2 juin 2022                  | 9791032711217 |
| 2    | 25 août 2022                 | 9791032711668 |
| 3    | 1er décembre 2022            | 9791032712092 |
| 4    | 6 avril 2023                 | 9791032712917 |
| 5    | 24 août 2023                 | 9791032713495 |
| 6    | 7 décembre 2023              | 9791032713860 |
| 7    | 5 décembre 2024              | 9791032717325 |
| 8    | 17 avril 2025                | 9791032717370 |

### Animé
En juillet 2024 est annoncée une adaptation en série produite par le studio Lay-Duce, dirigé par Kiyotaka Taguchi. Avec Keigo Koyanagi au script, Souichirou Sako au dessin des personnages et Nobuaki Nobusawa aux musiques, la série est diffusée pour la première fois sur la chaîne AT-X. La chanson choisie pour le générique d'ouverture est Ruler interprétée par Mayu Maeshima, et la chanson choisie pour celui de fermeture est Destiny interprétée par Ellie Goulding. La série est diffusée sur Crunchyroll depuis le 2 juillet 2025. La série est sous licence de Medialink dans toute la partie Sud-Est de l'Asie et en Océanie. La série est déconseillée au moins de 16 ans en France.

## Liste des épisodes
| No | Titre français                    | Titre japonais | Titre japonais    | Date de 1re diffusion |
| No | Titre français                    | Kanji          | Rōmaji            | Date de 1re diffusion |
| --- | --------------------------------- | -------------- | ----------------- | --------------------- |
| 1 | Le seigneur des bêtes démoniaques | 魔獣の王       | Majū no ō         | 2 juillet 2025        |
| Attaqué sur ses terres, le roi-démon Clevatess se jure de rendre aux hominidés la monnaie de leur pièce. Direction : Takurō Tsukada et Makoto Sokuza. Écriture : Keigo Koyanagi. Storyboard : Takurō Tsukada et Makoto Sokuza. |                                   |                |                   |                       |
| 2 | Le roi-démon captif               | 囚われた魔獣王 | Torawareta majū ō | 9 juillet 2025        |
| Alicia et Clenn sont capturés par des bandits. Le minerai en leur possession intrigue le chef de la bande. Direction : Hitomi Ezoe. Écriture : Keigo Koyanagi. Storyboard : Charlie Shinohara.                                 |                                   |                |                   |                       |
| 3 | Le rôle d'un héros                | 勇者の仕事     | Yūsha no shigoto  | 16 juillet 2025       |
| Malgré son immortalité, Alicia se retrouve en fâcheuse posture. Nell est troublée par la proposition de Clenn. Direction : Shinsuke Terasawa. Écriture : Keigo Koyanagi. Storyboard : Shinsuke Terasawa.                       |                                   |                |                   |                       |
| 4 | L'aptitude magique                |                |                   |                       |
| 5 | L'offensive boelatienne           |                |                   |                       |